# Балкли, София
София Балкли (англ. Sophia Bulkeley; урожд. Стюарт (англ. Stewart); ум. 1718) — английская аристократка и фрейлина.

## Биография
София родилась в семье в семье сэра Уолтера Стюарта, члена парламента и его жены Софии Кэрью. Она была старшей сестрой Фрэнсис Стюарт, фаворитки короля Карла II. В 1660 году вместе с семьей вернулась в Англию, где в 1671 году она стала фрейлиной Екатерины Брагансской, супруги короля Карла II.
Спустя три года, София вышла замуж за Генри Балкли, в браке с которым у неё было пятеро детей, среди которых сын Франсуа де Балкли, который стал генерал-лейтенантом. В 1685 году она стала первой леди опочивальни королевы Марии Моденской, супруги короля Якова II.
В 1688 году София присутствовала при рождении наследника престола Джеймса Эдуарда. После «Славной революции» вместе с королевской семьёй отправилась в изгнание во Францию, где вероятно и скончалась в 1718 году.